# Hobbex
A Hobbex egy svéd e-kereskedelmi cég rádióvezérlésű termékek, elektromos járművek, autóverseny-készlet és épületautomatizálási eszközök értékesítésére az interneten keresztül és a strömstadi boltokban. A Hobbex Retail AB székhelye Stockholmban található.

## A vállalat története
A társaságot Bo Lycksén és Jan-Ove Nilsson alapította 1961-ben. Az üzletet a svéd JOFA-sátrak eladásával kezdték Németországban, és 1961 őszén elkészítették az első Hobbex-katalógust. A termékskála ma szabadidős cikkekből áll néhány kiválasztott fókuszterületen, a társaság összességében több ezer cikket árusít. 
1983-ban a társaságot a Josefssons postaiküldemény-társaság vette át. Megkezdték a postai rendeléseket és a norvégiai értékesítést. A Hobbexet 1993-ban eladták a Panduro Hobbynak, és számos új üzletet nyitottak. Két magánszemély tulajdonává vált 2003-ban, de már 2006-ban 100%-ban másik két, tőkeerős tulajdonos kezébe került, miután a társaság pénzügyi nehézségekbe került. Az új tulajdonosok, Johan Gustafsson és Erik Ryd azóta váltáson dolgoznak. A társaságnak jelenleg e-kereskedelmi üzlete van Svédországban, Norvégiában és Finnországban. A Hobbex korábban növelte a fizikai üzletek számát, de 2018-ban a vállalat úgy döntött, hogy az értékesítés csökkenése miatt bezárja az összes fizikai üzletet, hogy ehelyett e-kereskedelembe fektessen be. 2018 májusában a Hobbexnek tizennégy üzlete volt Gävle-ben, Boråsban, Göteborgban, Sundsvallban, Malmöben, Stockholmban (Kista, Täby, Bromma, Solna és Nacka), Nordbyben (Strömstad), Uppsala, Umeå és Karlstadban. 

## Fordítás
Ez a szócikk részben vagy egészben  a   Hobbex című svéd Wikipédia-szócikk ezen változatának fordításán alapul.  Az eredeti cikk szerkesztőit annak laptörténete sorolja fel. Ez a jelzés csupán a megfogalmazás eredetét és a szerzői jogokat jelzi, nem szolgál a cikkben szereplő információk forrásmegjelöléseként.